# Тер-Погосян, Майкл
Майкл Тер-Погосян (англ. Michel (Michael) Ter-Pogossian; 1925, Берлин — 19 июня 1996) — американский физик, изобретатель позитронно-эмиссионной томографии (PET).
По происхождению армянин, родился в Берлине, позже эмигрировал во Францию и потом в Соединённые Штаты, став членом Вашингтонского медицинского университета (Washington University School of Medicine). Его открытия имели важное значение для развития медицинской диагностики.
В 1993 году получил Международную премию Гайрднера.